# Opera Nazionale Pensionati d'Italia
L'Opera Nazionale per i Pensionati d'Italia, conosciuto anche con il suo acronimo ONPI, è stato un istituto pubblico che gestiva case di riposo e collegi di scuola elementare, media e superiore per ragazzi e ragazze appartenenti a famiglie bisognose. Questi istituti, sparsi per l'Italia, erano gestiti da suore e preti. L'ente aveva la sua sede centrale a Roma.
Pur trattandosi di un ente pubblico soppresso il 20 ottobre 1978, tutte le persone pensionate italiane continuano tutt'oggi a pagare mensilmente un'imposta fissa, pari a un centesimo di euro per ogni mensilità (per un totale di 0,13 € all'anno), denominata appunto "ex ONPI".

## Storia

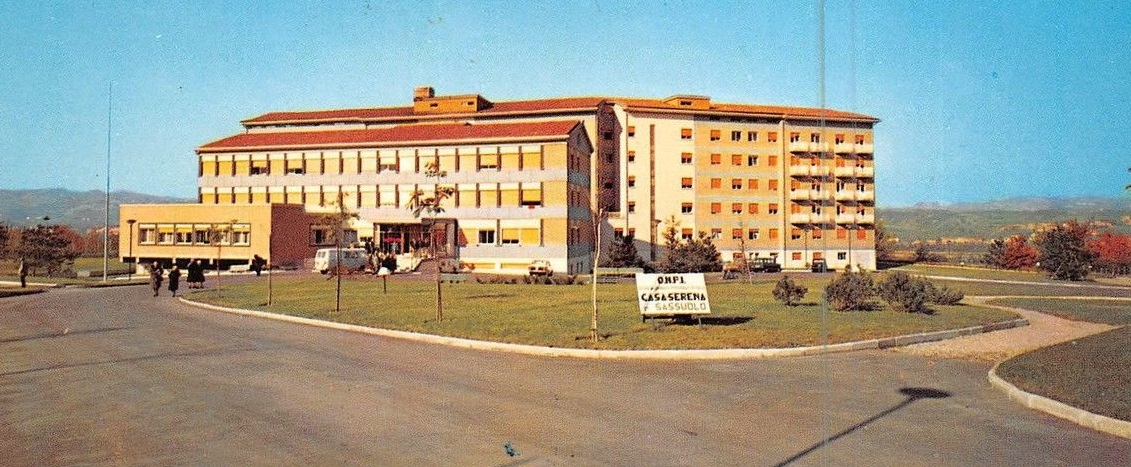
La casa di riposo "Casa Serena ONPI" di Salvarola Terme (Sassuolo) nel 1976

L'Opera Nazionale per i Pensionati d'Italia, che prese il posto dell'Ente nazionale fascista case di riposo per gli anziani del lavoro, venne istituito dal decreto legislativo 23 marzo 1948, n. 361, mentre il suo statuto venne approvato con decreto del Presidente della Repubblica 6 luglio 1960, n. 1372.

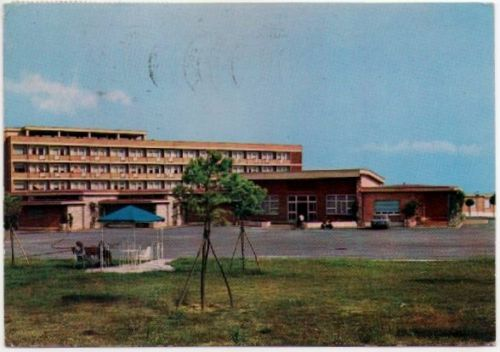
Casa Serena ONPI di Livorno (1978)

Nel 1972 risultavano istituite 37 case di riposo (ognuna delle quali denominata "Casa Serena"), per un totale di circa 10.000 posti letto, sul territorio nazionale tra cui Brembate, Cava de' Tirreni, Cilavegna, Galbiate, Meldola, Montaione, Pesaro, Pordenone, Rovigo, San Lucido, Torino e Torre del Greco.
A seguito del grande trasferimento di deleghe e funzioni amministrative dello Stato agli enti locali del 1977, l'ONPI venne soppresso dal decreto legge 18 agosto 1978, n. 481 e le case di cura da esso gestite divennero proprietà di regioni e ai comuni a partire dal 1º gennaio 1979. Molti ex collegi sono diventati B&b, scuole, case per anziani.

## Il contributo "ex ONPI"
Al momento dell'istituzione dell'ONPI venne stabilito di imporre ai pensionati un contributo obbligatorio fisso di 10 lire per ogni mensilità.
Nel 1958 il contributo obbligatorio a favore dell'ONPI a carico dei pensionati venne raddoppiato a 20 lire mensili. In aggiunta a ciò, nel 1962 venne aggiunto un ulteriore contributo a carico del Fondo per l’adeguamento delle pensioni, stabilito nella misura dello 0,30% dei contributi riscossi dal Fondo medesimo in ciascun anno. A seguito del passaggio di valuta da lira a euro del 1º gennaio 2002, il contributo è sceso a 0,01 €, pari a 19 lire mensili.
A seguito della soppressione dell'ente, dal 1º aprile 1979 al 31 dicembre 1988 (fino al 31 dicembre 1992 per quanto riguarda la Sicilia) le Regioni italiane hanno ricevuto, in proporzione al numero dei pensionati INPS residenti, le assegnazioni dallo Stato per le attività a loro trasferite già svolte dall'ONPI. Dal 1989 il contributo "ex ONPI" venne fatto confluire nel fondo comune regionale (poi ricompreso nel Fondo di Compensazione Interregionale), il quale peraltro venne abolito con la legge finanziaria 2006 e sostituito dalle accise regionali sui carburanti. Pertanto dal 1º gennaio 2006 i fondi "ex ONPI" vengono trattenuti dall'INPS, senza vincolo di destinazione.
Il contributo "ex ONPI" è stato oggetto di diverse interpellanze parlamentari e regionali e di progetti di legge volti alla sua abolizione, essendo venuta meno la sua finalità residua, ma finora senza esito.
L'ammontare complessivo del gettito derivante dal contributo "ex ONPI" è stimato in circa tre milioni di euro all'anno nel 2016.